# Peter Lutkin
Peter Christian Lutkin (Thompsonville, 27 maart 1858 - Evanston, 27 december 1931) was een Amerikaanse organist, koordirigent en componist.

## Levensloop

### Jeugd en opleiding
Peter Lutkin werd geboren in Thompsonville te Wisconsin op 27 maart 1858. Zijn ouders, Peter Christian en Hannah (Olivarius) Lutkin, emigreerden in 1844 vanuit Denemarken naar de Verenigde Staten. Lutkin ging naar openbare scholen in Chicago. Hij was koorzanger en organist in de St. Peter en St. Paul's Episcopal Church. Op dertienjarige leeftijd begon hij met een muziekopleiding, waar hij orgel bij Clarence Eddy, piano bij Regina Watson en theorie bij Frederick Grant Gleason studeerde.

### Werkzaamheden en vervolgstudie
Peter werd op 21-jarige leeftijd pianoleraar aan het Conservatory of Music aan de Northwestern-universiteit. In 1881 reisde hij naar Berlijn om te studeren bij Oscar Ralf, August Haupten en Woldemar Bargiel. Na een jaar werd hij toegelaten tot de Royal School of Art in Berlijn. Hij keerde terug naar Chicago om als organist en koordirigent te dienen. Dit was eerst bij St. Clement's Protestant Episcopal Church en later bij St. James Episcopal Church. Lutkin had ook een driejarige aanstelling op de faculteit van het American Conservatory of Music in Chicago. Hij hielp bij de oprichting van de American Guild of Organists in 1896.

### Huwelijk
Lutkin trouwde op 27 oktober 1885 met Nancy Lelah Carmen (1861–1949).

### Werkzaamheden
Luktin keerde in 1891 terug naar Northwestern-universiteit. Hier droeg hij bij aan aanzienlijke verbeteringen in het Conservatory of Music. In 1892 werd het conservatorium een afdeling van het College of Liberal Arts. In 1895 werd een aparte muziekschool opgericht en werd Lutkin tot de eerste decaan benoemd. Hij bleef in die positie totdat hij in 1928 werd benoemd tot dean emeritus. Terwijl hij in Northwestern was, richtte hij het Women's Cecilian Choir, de Men's Glee Club en het A Cappella Choir op.
Als componist specialiseerde Lutkin zich in het schrijven van niet-begeleide koormuziek, voornamelijk voor zijn eigen koor. Luktin was co-redacteur van een methodistische hymnale en was muzikaal redacteur van de Methodist Sunday-School Hymnal.
Naast zijn functie als decaan en directeur van koren aan de Northwestern-universiteit, was hij ook hoogleraar theorie, piano, orgel en compositie aan de School of Music (1895-1931), directeur van de afdeling kerk- en koormuziek van de school (1926-1928) en docent kerkmuziek aan het Seabury-Western Theological Seminary. Lutkin schreef diverse boeken, waaronder een geschiedenis van de Northwestern School of Music.

### Eredoctoraat en erevereniging
Hij ontving een eredoctoraat in de muziek van de Universiteit van Syracuse. In 1918 werd de erevereniging Pi Kappa Lambda (ΠΚΛ) opgericht aan de Northwestern-universiteit. De gekozen Griekse letters waren gebaseerd op de naam van Lutkin.

### Overlijden
Lutkin stierf op 27 december 1931 na een hartaanval in het huis van zijn zoon in Evanston (Illinois). Hij werd begraven op Rosehill Cemetery in Chicago.

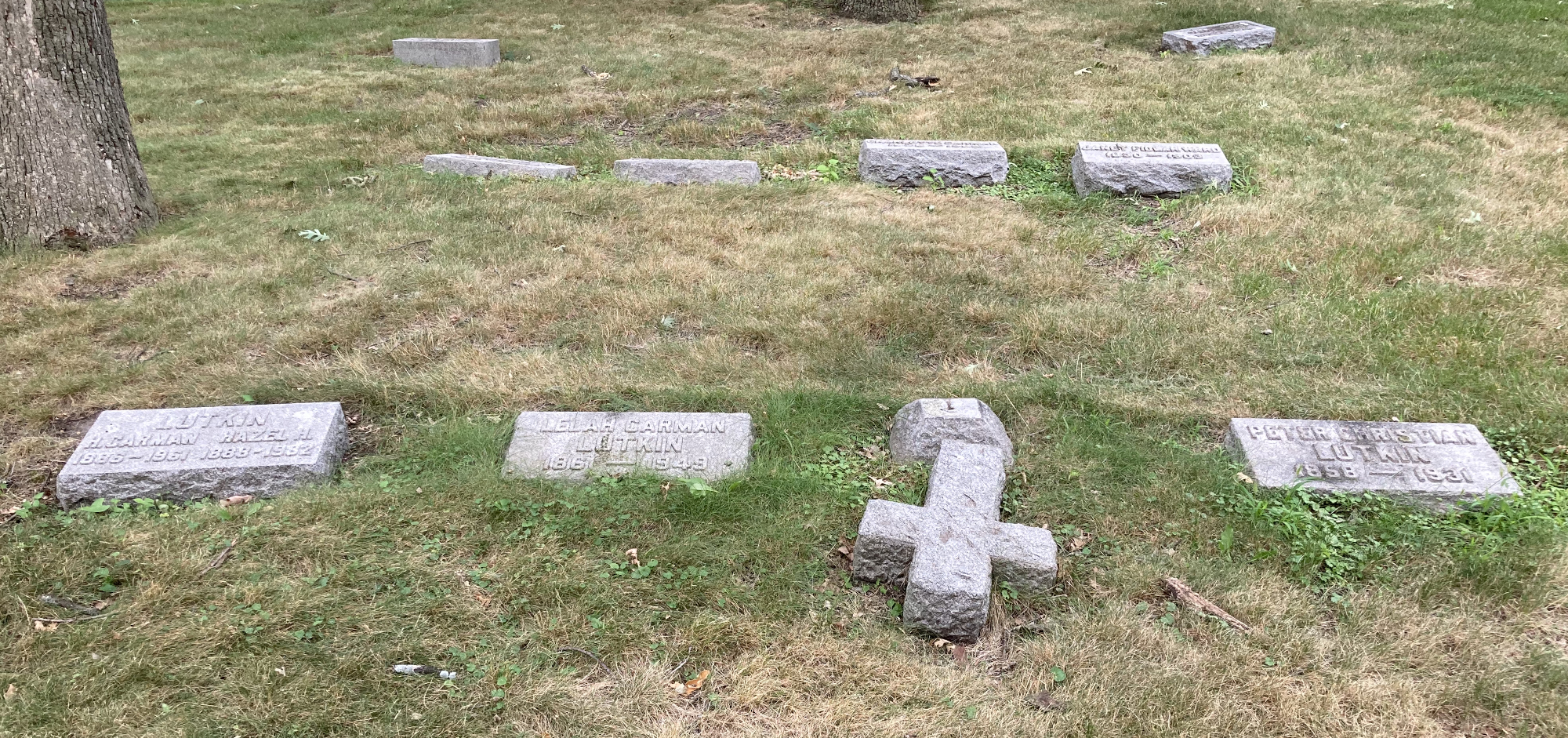
Lutkins graf op de Rosehill Cemetery

## Muziek
Een bekend stuk koormuziek is zijn ‘The Lord Bless you and keep you’, met een beroemd afsluitende zevenvoudige amen.